# Desperados de Dallas
Stade
Les Desperados de Dallas (en anglais : Dallas Desperados) sont une franchise américaine de football américain en salle évoluant en Arena Football League depuis 2002. Basés à Dallas (Texas), les Desperados jouent à l'American Airlines Center, enceinte de 16 500 places inaugurée le 17 juillet 2001.
Champion de sa division en 2003 et 2006, Dallas n'a jamais disputé d'ArenaBowl.

## Histoire
L'équipe est possédée par Jerry Jones, qui est aussi le propriétaire des Cowboys de Dallas de la NFL. Pendant la saison 2002-2003, l'équipe a joué ses matchs à domicile dans le Reunion Arena, mais depuis 2004, elle joue dans le American Airlines Center. 
Les Desperados sont actuellement entraînés par Joe Avezzano, et la mascotte officielle est Kid Coyote. 

## Saison par saison
| Saison | Vic. | Déf. | Nuls | Class.            | En playoffs                |
| 2002   | 7    | 7    | 0    | 4e AC Western     | Défaite au 2e tour         |
| 2003   | 10   | 6    | 0    | 1er AC Central    | Défaite au 1er tour        |
| 2004   | 6    | 10   | 0    | 3e NC Eastern     | --                         |
| 2005   | 8    | 7    | 1    | 2e NC Eastern     | --                         |
| 2006   | 13   | 3    | 0    | 1er NC Eastern    | Défaite en NC Championship |
| Total  | 46   | 36   | 1    | (inclus playoffs) | (inclus playoffs)          |

## Effectif actuel
- Dialleo Burks - OS
- Evan Cardwell - OL/DL
- Jeff Chase - OL/DL
- Clint Dolezel - QB
- Terrance Dotsy - OL/DL
- Anthony Foli - OL/DL
- Chris Greisen - QB
- Byron Jones - WR/DB
- Jermaine Jones - DS
- Carlos Martinez - K
- Troy Mason - WR/DB
- Hamin Milligan - DS
- Bobby Perry - DS
- Duke Pettijohn - FB/LB
- Will Pettis - WR/DB
- Merrill Robertson - FB/LB
- Terrill Shaw - WR/LB
- Jason Shelley - WR/LB
- Jacoby Shepherd - WR/DB
- Rickie Simpkins - OL/DL
- Daleroy Stewart - OL/DL
- Colston Weatherington - OL/DL
- Josh White - FB/LB
- Devin Wyman - OL/DL